# Tomba degli Auguri

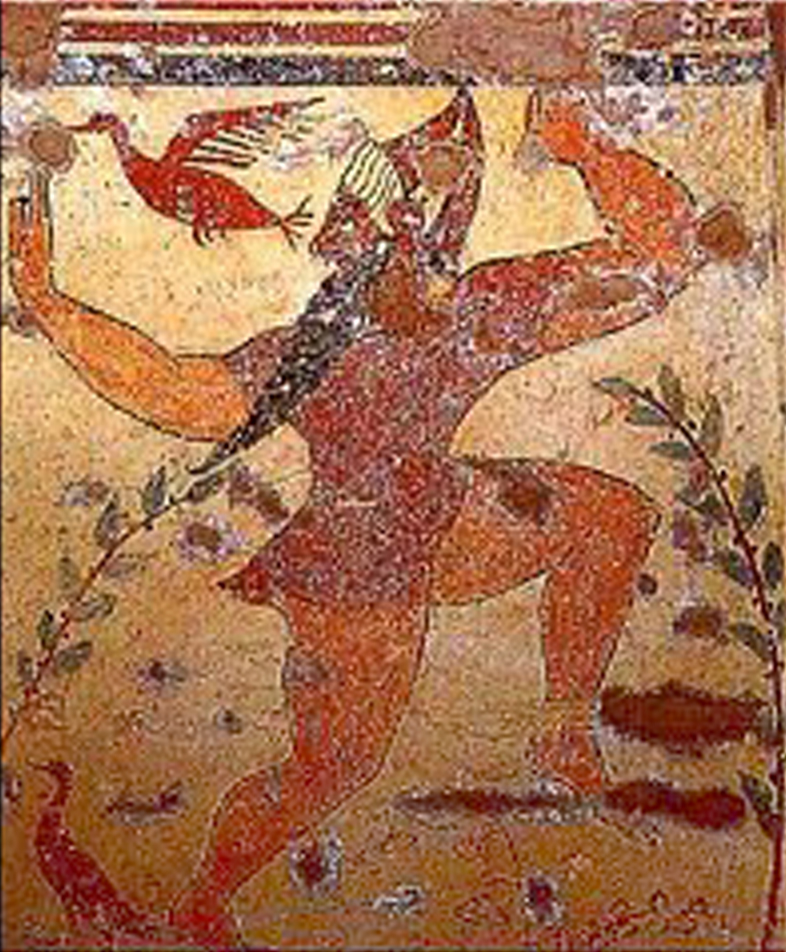
Phersu auf der Flucht

Bei der Tomba degli Auguri (dt. Grab der Auguren) handelt es sich um ein ausgemaltes etruskisches Grab in der Monterozzi-Nekropole von Tarquinia in Latium. Das Grab wurde 1878 entdeckt. Es besteht vor allem aus der ausgeraubt vorgefundenen Grabkammer mit einem abfallenden Gang, der zum Eingang führt. Im  Boden der Kammer zeichnen sich noch die Abdrücke von acht Beinen ab, die von zwei Totenbetten stammen.
Die Decke des Grabes ist giebelförmig mit einem roten, aufgemalten Balken in der Mitte. Der Rest der Decke ist mit roten und schwarzen Blüten dekoriert. Auf der Rückwand der Grabkammer ist eine große Tür gemalt. Links und rechts von der Tür steht jeweils ein bärtiger trauernder Mann. Es finden sich jeweils Beischriften. Die rechte Wand zeigt Leichenspiele. In der Mitte sieht man zwei nackte Ringer. Links von ihnen steht der Kampfrichter und dahinter der Schiedsrichter. Ganz links sieht man zwei Kinder. Ganz rechts sieht man einen als Phersu bezeichneten Mann und einen weiteren, der von einem Hund angegriffen wird. Dieser hat sich in den Oberschenkel des Mannes verbissen, der blutet. Der Mann trägt eine Kappe über dem Gesicht, sodass er nicht sehen kann, was mit ihm geschieht. Solche Szenen sind auch aus anderen Gräbern bekannt und es scheint sich um Vorläufer der Gladiatorenspiele zu handeln. Der Phersu ist nochmals auf der linken Wand dargestellt, wo er auf der Flucht ist vor weiteren Leichenspielen, die jedoch sehr zerstört sind. Die Szenen auf der Eingangswand sind auch sehr beschädigt. Nach den wenigen Resten zu urteilen, scheinen hier Seilzieher dargestellt gewesen zu sein.
Das Grab datiert in die zweite Hälfte des sechsten Jahrhunderts v. Chr. Es gehört der archaischen Stilstufe der etruskischen Malerei an und wird zu einem der wichtigsten Zeugnisse dieser Stilstufe gerechnet.
Die Dekorationen der Tomba degli Auguri, Tomba delle Olimpiadi, Tomba delle Iscrizioni, Tomba del Morto, Tomba Tarantola und Tomba 5898 sind vielleicht von derselben Werkstatt ausgemalt worden.